# Língua quiché clássica
Língua quiché clássica é a designação dada à forma antiga da actual língua quiché falada nas terras altas da Guatemala por volta do século XVI. O quiché clássico foi preservado em vários documentos históricos, histórias de linhagens, textos missionários e dicionários, e é a língua em que foi escrita a renomada obra da literatura mesoamericana, Popol Vuh.